# Loxaspilates unidiluta
Loxaspilates unidiluta là một loài bướm đêm trong họ Geometridae.